# چلاق‌لی
چلاق‌لی (به لاتین: Çolaxlı یا Çolaqlı) یک منطقه مسکونی در جمهوری آذربایجان است که در شهرستان شکی واقع شده است.